# Żółty sos polski
Żółty sos polski – przyrządzany na różne sposoby w kuchni staropolskiej, ale zawsze z dodatkiem szafranu nadającego żółtą barwę. Jeden z najważniejszych sosów polskich.
Przykład: danie ze szczupaka z żółtą polewką.